# Großer Preis von San Marino
Der Große Preis von San Marino war eine Rennsportveranstaltung der Formel 1 im italienischen Imola. Die Veranstaltung hieß Großer Preis von San Marino, weil in den Saisons bereits jeweils ein anderes Rennen als Großer Preis von Italien durchgeführt wurde.
Der erste Große Preis von San Marino wurde in der Saison 1981 auf dem Autodromo Dino Ferrari durchgeführt. Nach dem Tod von Enzo Ferrari im Jahr 1988 wurde der Name der Rennstrecke in Autodromo Enzo e Dino Ferrari erweitert. Das erste Rennen auf diesem Rennkurs in der Saison 1980 wurde als Großer Preis von Italien gefahren.
Da der Große Preis von San Marino in Imola in Italien unweit von Maranello, dem Stammsitz von Ferrari, stattfand, wurde die Veranstaltung auch gemeinhin als „Heimspiel“ von Ferrari bezeichnet.
Die Streckenführung der Rennstrecke erforderte häufige Geschwindigkeitswechsel, sodass die Bremsen der Rennwagen auf dieser Strecke besonders gefordert wurden.
Roland Ratzenberger sowie Ayrton Senna starben hier innerhalb zweier Tage während des Rennwochenendes im Jahr 1994.
Das vorerst letzte Rennen in Imola fand 2006 statt. 2007 wurde der Große Preis von San Marino aus dem Rennkalender gestrichen, da die Anlage als nicht mehr zeitgemäß galt. Allerdings fand die Strecke  Ende Oktober 2020 im Zuge der COVID-19-Pandemie ein Comeback, wobei der GP nicht als Großer Preis von San Marino bezeichnet wird, sondern als Großer Preis der Emilia-Romagna. Der Grand Prix wurde aufgrund der akuten Pandemiesituation jedoch verkürzt und fand mit einer Veranstaltungszeit von nur zwei Tagen statt.

## Ergebnisse
| Auflage | Jahr      | Strecke                          | Sieger                                   | Zweiter                             | Dritter                               | Pole-Position                         | Schnellste Runde                         |
| ------- | --------- | -------------------------------- | ---------------------------------------- | ----------------------------------- | ------------------------------------- | ------------------------------------- | ---------------------------------------- |
| 01      | 1981      | Imola                            | Nelson Piquet (Brabham-Ford)             | Riccardo Patrese (Arrows-Ford)      | Carlos Reutemann (Williams-Ford)      | Gilles Villeneuve (Ferrari)           | Gilles Villeneuve (Ferrari)              |
| 02      | 1982      | Imola                            | Didier Pironi (Ferrari)                  | Gilles Villeneuve (Ferrari)         | Michele Alboreto (Tyrrell-Ford)       | René Arnoux (Renault)                 | Didier Pironi (Ferrari)                  |
| 03      | 1983      | Imola                            | Patrick Tambay (Ferrari)                 | Alain Prost (Renault)               | René Arnoux (Ferrari)                 | René Arnoux (Ferrari)                 | Riccardo Patrese (Brabham-BMW)           |
| 04      | 1984      | Imola                            | Alain Prost (McLaren-TAG)                | René Arnoux (Ferrari)               | Elio de Angelis (Lotus-Renault)       | Nelson Piquet (Brabham-BMW)           | Nelson Piquet (Brabham-BMW)              |
| 05      | 1985      | Imola                            | Elio de Angelis (Lotus-Renault)          | Thierry Boutsen (Arrows-BMW)        | Patrick Tambay (Renault)              | Ayrton Senna (Lotus-Renault)          | Michele Alboreto (Ferrari)               |
| 06      | 1986      | Imola                            | Alain Prost (McLaren-TAG)                | Nelson Piquet (Williams-Honda)      | Gerhard Berger (Benetton-BMW)         | Ayrton Senna (Lotus-Renault)          | Nelson Piquet (Williams-Honda)           |
| 07      | 1987      | Imola                            | Nigel Mansell (Williams-Honda)           | Ayrton Senna (Lotus-Honda)          | Michele Alboreto (Ferrari)            | Ayrton Senna (Lotus-Honda)            | Teo Fabi (Benetton-Ford)                 |
| 08      | 1988      | Imola                            | Ayrton Senna (McLaren-Honda)             | Alain Prost (McLaren-Honda)         | Nelson Piquet (Lotus-Honda)           | Ayrton Senna (McLaren-Honda)          | Alain Prost (McLaren-Honda)              |
| 09      | 1989      | Imola                            | Ayrton Senna (McLaren-Honda)             | Alain Prost (McLaren-Honda)         | Thierry Boutsen (Williams-Renault)    | Ayrton Senna (McLaren-Honda)          | Alain Prost (McLaren-Honda)              |
| 10      | 1990      | Imola                            | Riccardo Patrese (Williams-Renault)      | Gerhard Berger (McLaren-Honda)      | Alessandro Nannini (Benetton-Ford)    | Ayrton Senna (McLaren-Honda)          | Alessandro Nannini (Benetton-Ford)       |
| 11      | 1991      | Imola                            | Ayrton Senna (McLaren-Honda)             | Gerhard Berger (McLaren-Honda)      | JJ Lehto (Dallara-Judd)               | Ayrton Senna (McLaren-Honda)          | Gerhard Berger (McLaren-Honda)           |
| 12      | 1992      | Imola                            | Nigel Mansell (Williams-Renault)         | Riccardo Patrese (Williams-Renault) | Ayrton Senna (McLaren-Honda)          | Nigel Mansell (Williams-Renault)      | Riccardo Patrese (Williams-Renault)      |
| 13      | 1993      | Imola                            | Alain Prost (Williams-Renault)           | Michael Schumacher (Benetton-Ford)  | Martin Brundle (Ligier-Renault)       | Alain Prost (Williams-Renault)        | Alain Prost (Williams-Renault)           |
| 14      | 1994      | Imola                            | Michael Schumacher (Benetton-Ford)       | Nicola Larini (Ferrari)             | Mika Häkkinen (McLaren-Peugeot)       | Ayrton Senna (Williams-Renault)       | Damon Hill (Williams-Renault)            |
| 15      | 1995      | Imola                            | Damon Hill (Williams-Renault)            | Jean Alesi (Ferrari)                | Gerhard Berger (Ferrari)              | Michael Schumacher (Benetton-Renault) | Gerhard Berger (Ferrari)                 |
| 16      | 1996      | Imola                            | Damon Hill (Williams-Renault)            | Michael Schumacher (Ferrari)        | Gerhard Berger (Benetton-Renault)     | Michael Schumacher (Ferrari)          | Damon Hill (Williams-Renault)            |
| 17      | 1997      | Imola                            | Heinz-Harald Frentzen (Williams-Renault) | Michael Schumacher (Ferrari)        | Eddie Irvine (Ferrari)                | Jacques Villeneuve (Williams-Renault) | Heinz-Harald Frentzen (Williams-Renault) |
| 18      | 1998      | Imola                            | David Coulthard (McLaren-Mercedes)       | Michael Schumacher (Ferrari)        | Eddie Irvine (Ferrari)                | David Coulthard (McLaren-Mercedes)    | Michael Schumacher (Ferrari)             |
| 19      | 1999      | Imola                            | Michael Schumacher (Ferrari)             | David Coulthard (McLaren-Mercedes)  | Rubens Barrichello (Stewart-Ford)     | Mika Häkkinen (McLaren-Mercedes)      | Michael Schumacher (Ferrari)             |
| 20      | 2000      | Imola                            | Michael Schumacher (Ferrari)             | Mika Häkkinen (McLaren-Mercedes)    | David Coulthard (McLaren-Mercedes)    | Mika Häkkinen (McLaren-Mercedes)      | Mika Häkkinen (McLaren-Mercedes)         |
| 21      | 2001      | Imola                            | Ralf Schumacher (Williams-BMW)           | David Coulthard (McLaren-Mercedes)  | Rubens Barrichello (Ferrari)          | David Coulthard (McLaren-Mercedes)    | Ralf Schumacher (Williams-BMW)           |
| 22      | 2002      | Imola                            | Michael Schumacher (Ferrari)             | Rubens Barrichello (Ferrari)        | Ralf Schumacher (Williams-BMW)        | Michael Schumacher (Ferrari)          | Rubens Barrichello (Ferrari)             |
| 23      | 2003      | Imola                            | Michael Schumacher (Ferrari)             | Kimi Räikkönen (McLaren-Mercedes)   | Rubens Barrichello (Ferrari)          | Michael Schumacher (Ferrari)          | Michael Schumacher (Ferrari)             |
| 24      | 2004      | Imola                            | Michael Schumacher (Ferrari)             | Jenson Button (BAR-Honda)           | Juan Pablo Montoya (Williams-BMW)     | Jenson Button (BAR-Honda)             | Michael Schumacher (Ferrari)             |
| 25      | 2005      | Imola                            | Fernando Alonso (Renault)                | Michael Schumacher (Ferrari)        | Alexander Wurz (McLaren-Mercedes)     | Kimi Räikkönen (McLaren-Mercedes)     | Michael Schumacher (Ferrari)             |
| 26      | 2006      | Imola                            | Michael Schumacher (Ferrari)             | Fernando Alonso (Renault)           | Juan Pablo Montoya (McLaren-Mercedes) | Michael Schumacher (Ferrari)          | Fernando Alonso (Renault)                |
|         | seit 2007 | kein Großer Preis von San Marino | kein Großer Preis von San Marino         | kein Großer Preis von San Marino    | kein Großer Preis von San Marino      | kein Großer Preis von San Marino      | kein Großer Preis von San Marino         |